# Музей Харківського історико-філологічного товариства
Музей Харківського історико-філологічного товариства

Заснований на базі матеріалів етнографічного відділу виставки 12-го Археологічного з'їзду (Харків, 1902; див. Археологічні з'їзди), що по його закінченні були передані Історико-філологічному товариству при Харківському університеті. 1904 основну їх частину розмістили в одній з кімнат історичного архіву цього закладу, після чого розпочалася робота із систематизації колекцій, утворення архіву і бібліотеки музею. До складу його фондів (окрім пам'яток, зібраних у ході наукових експедицій під час підготовки до археологічного з'їзду) увійшли етнографічні матеріали з Кабінету рідкостей і Музею красних мистецтв та старожитностей Харківського університету (нині Харківський національний університет), а також від приватних осіб. 1908 колекції музею було відкрито для широкого загалу. Першим і незмінним його директором (до 1918) був проф. М.Сумцов, який разом із хранителями музею В.Ю.Данилевичем, О.Білецьким, Д.Зеленіним та ін. зробив значний внесок у поповнення і наук. опрацювання колекцій. На поч. 20 ст. це був один з перших етногр. музеїв України, що збирав і досліджував не лише нар. творчість, а й усі ін. сфери матеріальної і духовної к-ри краю (Слобідської України). 1917 в ньому зберігалося 2200 пам'яток, які було систематизовано в межах 3-х відділів (укр., рос. і кримсько-татар.) та окремих груп (госп. речі, хатнє начиння, землеробство, нар. ремесла, мист-во, побут тощо). Деякі зі збірок (ритуальні предмети, нар. медицина, іграшки) не мали аналогів у Російській імперії. Значну наук. й історико-етногр. цінність мали й колекції та окремі зразки предметів одягу, головних уборів, писанок, гончарних виробів, килимарства тощо. 1920 пам'ятки цього закладу увійшли до складу Музею Слобідської України (нині Харківський історичний музей імені М. Ф. Сумцова).